# Phare Liuchiu Yu
Le phare de Liuchiu Yu ou phare blanc (chinois traditionnel : 琉球嶼燈塔 ; pinyin : Liúqiú yǔ dēngtǎ ; zhuyin : ㄌ〡ㄡˊ ㄑ〡ㄡˊ ㄩˇ ㄉㄥ ㄊㄚˇ) est un phare situé sur une petite île dans canton de Liuqiu du le comté de Pingtung au Sud-Ouest de Taïwan, près de Kaohsiung. Il guide la navigation dans le Détroit de Taïwan.

## Architecture
Le phare est une tour ronde blanche de 11 mètres de hauteur.